# Operacja Szoter
Operacja Szoter (hebr. ‏מִבְצָע שׁוֹטֵר‎, Miwca Szoter; dosłownie „Operacja Policjant”) – izraelska operacja wojskowa przeprowadzona podczas I wojny izraelsko-arabskiej w dniach 24–26 lipca 1948 roku przeciwko siłom arabskich milicji na południe od Hajfy. Operacja była prowadzona na północnym froncie walk. Całość operacji zakończyła się taktycznym i strategicznym zwycięstwem Izraelczyków.

## Tło wydarzeń
Rejon nadmorskiej równiny położonej pomiędzy Tel Awiwem a Hajfą zajmował ważne strategicznie położenie w Mandacie Palestyny, ponieważ przebiegały tędy wszystkie drogi komunikacyjne łączące równinę Szaron z żydowskimi osiedlami zlokalizowanymi w Galilei. Przyjęta 29 listopada 1947 roku Rezolucja Zgromadzenia Ogólnego ONZ nr 181 przyznała ten obszar państwu żydowskiemu. Arabowie odmówili jednak uznania podziału Palestyny i doprowadzili 30 listopada do wybuchu wojny domowej w Mandacie Palestyny. W trakcie jej trwania arabskie milicje atakowały żydowskie konwoje, paraliżując w znacznym stopniu komunikację w obszarze nadmorskiej równiny. Dawid Ben Gurion podjął decyzję o przejęciu kontroli nad arabskimi wioskami położonymi w tym rejonie, aby w ten sposób pozbawić arabskie milicje oparcia w tutejszej ludności. Opanowano wówczas kilkanaście arabskich wiosek. W wielu z nich doszło do przymusowych wysiedleń ludności. Pojawił się w ten sposób problem palestyńskich uchodźców. W dniu 23 kwietnia 1948 roku żydowska organizacja paramilitarna Hagana zajęła Hajfę. Po jej upadku, w nadmorskim obszarze pozostała jedynie arabska enklawa położona na zboczach góry Karmel.
Podczas I wojny izraelsko-arabskiej w dniach 22-23 maja 1948 roku Izraelczycy przeprowadzili operację Namel zajmując arabską wioskę Tantura. W następnym okresie wojny działania Sił Obronnych Izraela koncentrowały się na najważniejszych obszarach walk z wojskami egipskimi, jordańskimi i syryjskimi. Izraelskie dowództwo z dużym niepokojem patrzyło jednak na trzy arabskie wioski Ajn Ghazal, Idżzim i Dżaba, które nazywano „Małym Trójkątem”. Wioski te odmówiły współpracy z Arabską Armią Wyzwoleńczą, ale jednocześnie odmawiały zawarcia porozumienia z Izraelczykami. Ze względów bezpieczeństwa wszystkie żydowskie konwoje musiały omijać ten obszar i wybierały dłuższą drogę przez położoną na wschodzie Wadi Milk. Droga ta przebiegała stosunkowo blisko pozycji wojsk irackich i również była niebezpieczna. Drogi w rejonie „Małego Trójkąta” były zablokowane przez wzniesione barykady bądź wykopane rowy. Kilka prób zajęcia tego obszaru zakończyło się niepowodzeniem. W dniu 14 lipca 1948 roku premier Dawid Ben Gurion powiedział:
„Zostanie ogłoszone zawieszenie broni. Te wioski są w naszej kieszeni. Będziemy w stanie działać przeciwko nim także po rozpoczęciu się zawieszenia broni. Będzie to operacja policyjna. Jeśli mieszkańcy otworzą ogień – zostaną aresztowani. Oni nie są uważani za wroga, ponieważ jest to nasze terytorium i oni są mieszkańcami naszego państwa.”
Jeszcze 16 lipca izraelscy żołnierze zdołali zająć wioskę At-Tira, która została zburzona i wysiedlona. Większość arabskich ochotników schroniła się wówczas w „Małym Trójkącie”. Po sukcesie w al-Tira, Izraelczycy postanowili kontynuować natarcie dążąc do zajęcia pozostałych wiosek. Działania prowadziły trzy kompanie z Brygady Aleksandroni. Wsparcie zapewniało kilkanaście samochodów pancernych, artyleria oraz trzy jednostki marynarki wojennej. Atak przeprowadzono 17 lipca, jednak oddziały po napotkaniu na ciężki opór musiały wycofać się. W dniu 18 lipca arabscy ochotnicy ostrzelali żydowskie pojazdy, zabijając dwóch kierowców. W okresie od 18 lipca do 15 października 1948 w Palestynie obowiązywał drugi rozejm. Szefem Północnego Dowództwa był generał Mosze Karmel, który pomimo obowiązywania zawieszenia broni postanowił realizować wytyczne otrzymane od Dawida Ben Guriona. Wykorzystano przy tym incydent z tego samego dnia, w którym zginęło dwóch kierowców i postawiono arabskim wioskom ultimatum, że jeśli się nie poddadzą to zostaną przymusowo ewakuowane. Opracowano wówczas plan operacji Szoter, której nazwa wskazywała, że jest to operacja policyjna a nie wojskowa. Plan zakładał, że „Mały Trójkąt” zostanie otoczony przez przeważające siły piechoty, wspieranej przez jednostki pancerne i artylerię. Aby nadać wygląd prowadzonych działań policyjnych skierowano w ten rejon także jednostki żandarmerii wojskowej. Działania poprzedzono bombardowaniami, które przeprowadziły w dniach 20-24 lipca ciężkie samoloty bombowe Boeing B-17 Flying Fortress i samoloty transportowe Douglas DC-5. Startowały one z bazy lotniczej Ramat Dawid i starały się bombardować cele z niskiej wysokości. Wiele z nich nawet nie odnalazło wiosek, które były ukryte w gęstej mgle i niskich chmurach, jednak bombardowania miały istotny wpływ psychologiczny na miejscową ludność.

## Układ sił

### Siły arabskie
Siły arabskich milicji broniących „Małego Trójkąta” ocenia się na około 800 dobrze wyszkolonych i zdyscyplinowanych arabskich ochotników, wśród których byli Irakijczycy oraz garstka brytyjskich dezerterów. Na uzbrojeniu mieli moździerze, trzy pojazdy pancerne oraz jedno działo.

### Siły żydowskie
Do przeprowadzenia operacji Szoter wyznaczono 15 Batalion z Brygady Golani, 33 Batalion Brygady Aleksandroni, batalion Brygady Karmeli, żandarmerię wojskową i jednostki artylerii.

## Przebieg operacji
Operacja rozpoczęła się w nocy z 24 na 25 lipca 1948. Od strony północnej, z nadmorskiej wioski Atlit wyruszył 15 Batalion Brygady Golani, który miał nacierać poprzez arabską wioskę Al-Mazar. Napotkał on jednak na zasadzkę i po straceniu kilkunastu rannych żołnierzy wycofał się. Tymczasem 33 Batalion Brygady Aleksandroni wyruszył z moszawu Bat Szelomo i rozpoczął natarcie od południa poprzez wioskę Me’ir Szefeja. Pozostałe siły stanowiły odwód i zabezpieczały okolicę. Atak na „Mały Trójkąt” rozpoczął się o godz. 1:15 w nocy od ostrzału artyleryjskiego. Następnie żołnierze 33 Batalionu zdobyli wzgórze oddalone około 1 kilometr na południe od wioski Ajn Ghazal, gdzie zatrzymali się i okopali. Rano izraelskie pojazdy opancerzone podjęły próbę oczyszczenia głównej drogi dojazdowej od południa, zostały jednak zatrzymane na blokadzie drogowej w wiosce Chirbat as-Sawamir. Zostały także pomyłkowo ostrzelane przez własne samoloty myśliwskie Avia S-199. Nie odnotowano jednak żadnych ofiar. Tak więc pierwsza próba opanowania wiosek nie powiodła się.
W nocy z 25 na 26 lipca nastąpił drugi atak. Od północy atakował przegrupowany 15 Batalion, a od południa 33 Batalion. Zdołały one zdobyć główne pozycje obronne wioski Ajn Ghazal, oraz przejąć pozycje położone pomiędzy Ajn Ghazal i Idżzim. Zdobyto także wzgórze z widokiem na wioskę Jaba. Nad ranem do walki wszedł batalion Brygady Karmeli, który wspierany przez samoloty De Havilland Dragon Rapide wdarł się do wioski Idżzim. Rano rozpoczęły się negocjacje w sprawie kapitulacji tej wioski. Przez cały czas trwał ostrzał artyleryjski i bombardowania lotnicze pozostałych wiosek. Do godz. 9:30 wszystkie trzy wioski skapitulowały, jednak w całej okolicy trwały jeszcze walki z arabskimi milicjami. W południe doszło do pomyłkowego ostrzelania kompanii Brygady Aleksandroni, w wyniku czego zginęło 9 żołnierzy. Tymczasem arabscy ochotnicy rozpoczęli odwrót na południowy wschód przez wadi al-Matabil i wioskę Kirbat Kumbaza. Izraelskie siły odwodowe próbowały bezskutecznie zablokować te drogi. Podczas nalotów powietrznych zginęło około 60 Arabów. Pozostali przedarli się do irackich linii obronnych w rejonie wiosek Ara i Arara. Irackie dowództwo dobrze ich przyjęło i rozdzieliło do obrony poszczególnych wsi. Tymczasem izraelscy żołnierze usunęli blokady drogowe z nadmorskich dróg i otworzyli komunikację z Hajfą.

## Reakcje i następstwa
Operacja Szoter zakończyła się sukcesem Izraelczyków, którzy ostatecznie zlikwidowali arabską enklawę na drodze Tel Awiw – Hajfa, uwalniając w ten sposób cywilną i wojskową komunikację na tej trasie. W następnej kolejności przywrócono także komunikację kolejową. Jednak nieudolne działania żandarmerii wojskowej znacząco obniżyły prestiż tej formacji w izraelskiej armii.
Sekretarz Generalny Ligi Państw Arabskich Abdul Rahman Azzam wydał oświadczenie w którym oskarżył Żydów o popełnienie zbrodni wojennej w trakcie i po ataku na „Mały Trójkąt”. W szczególności twierdzono, że w wiosce At-Tira spalono żywcem 28 osób. Siły Obronne Izraela odrzuciły te zarzuty, ale przyznały, że ich żołnierze znaleźli 25-30 ciał w „zaawansowanym stanie rozkładu” w wiosce Ajn Ghazal. Ciała te zostały pochowane. Pochowano także około 200 ciał znalezionych w okolicy trzech wiosek po bitwie.
W dniu 28 lipca 1948 Mediator Organizacji Narodów Zjednoczonych w Palestynie, hrabia Folke Bernadotte wydał oświadczenie w którym stwierdził, że „nie ma dowodów na poparcie oskarżenia o masakrę”. Obserwatorzy UNTSO przeprowadzili inspekcję w rejonie walk i nie znaleźli żadnych dowodów masakry. Przeprowadzili oni także rozmowy z uchodźcami z trzech wiosek, którzy przebywali w obozie w Dżeninie. Stwierdzono brak 62 zabitych i 63 zaginionych mieszkańców wiosek, jednak relacje uchodźców nie potwierdziły oskarżenia o masakrze. W dniu 8 września Folke Bernadotte opublikował jeszcze bardziej szczegółowy raport, w którym stwierdził, że atak na wioski był nieuzasadniony i naruszał zawieszenie broni, jednak nie doszło tam do żadnej masakry ludności. Raport potępił Izrael za przeprowadzenie rozbiórki arabskich wiosek i zażądał wydania zezwolenia na powrót uchodźców do swoich wiosek, oraz udzielenia im pomocy w odbudowie domów.